# NGC 5894
NGC 5894 (również PGC 54234 lub UGC 9768) – galaktyka spiralna z poprzeczką (SBm), znajdująca się w gwiazdozbiorze Smoka. Odkrył ją William Herschel 25 maja 1788 roku.